# Gongxianosaurus shibeiensis
Gongxianosaurus shibeiensis es la única especie conocida del género extinto  Gongxianosaurus  de dinosaurio saurisquio saurópodo, que vivió a principios del período Jurásico, hace aproximadamente entre 183 y 174 millones de años en el Toarciense, en lo que es hoy Asia.

## Descripción
Gongxianosaurus puede haber alcanzado los 14 metros de longitud. Al igual que otros saurópodos, se movió en cuatro patas, como lo indican las extremidades delanteras alargadas que alcanzaron del 70 al 75% de la longitud de las extremidades posteriores. Las falanges del pedal eran cortas y robustas, como las típicas de los saurópodos. La fórmula de falange del pedal , contando el número de falanges para cada dígito que comienza desde el interior, fue 2-3-4-5-1. Todos menos el dígito más externo terminaron en garras. A diferencia de otros saurópodos, los pleurocoelos, excavaciones laterales profundas de las vértebras, estaban ausentes, por lo tanto, las vértebras habrían sido bastante masivas. El sacro estaba formado por tres vértebras sacras fusionadas, menos que en los saurópodos posteriores. Los cheurones no estaban bifurcados.
Una característica importante de las extremidades de los saurópodos es su osificación reducida, la tendencia a reemplazar el hueso por cartílago . Gongxianosaurus es el único saurópodo conocido con tarsales distales osificados. Por lo tanto, Gongxianosaurus fue uno de los saurópodos más bajos, o los tarsales distales osificados estaban presentes en otros saurópodos tempranos, pero simplemente no se conservan debido a lo pobre de los especímenes.

## Descripción e investigación
Basado en cuatro ejemplares fragmentarios completos que se encontraron en China, más precisamente en la provincia de Sichuan, es uno de los saurópodos primitivos mejor conocidos. El esqueleto es conocido en gran parte, faltando tanto la mano como la mayoría del cráneo. Gongxianosaurus fue nombrado y descrito por primera vez en una breve nota publicada en 1998. sin embargo, todavía no se ha publicado una descripción completa. Gongxianosaurus shibeiensis recibió su nombre por el lugar donde se encontró, cerca del pueblo Shibei en el condado de Gong, 珙 县 en Pinyin Gǒng Xiàn.
Se encontraron fósiles de Gongxianosaurus cerca de la aldea de Shibei, provincia de Sichuan, en piedras de adobe de color púrpura pertenecientes a la Formación Ziliujing, precisamente en el Miembro Dongyueshan, una subunidad de la Formación Dashanpu. Estas rocas se consideran de edad Toarciana, entre 182,7 a 174,1 millones de años. Por lo tanto, Gongxianosaurus es geológicamente más joven que el "prosauropodo" Lufengosaurus pero más viejo que el saurópodo basal Shunosaurus.
Los fósiles fueron encontrados en mayo de 1997 durante una exploración geológica. La excavación comenzó en el mismo mes y condujo a la recuperación de una gran cantidad de fósiles en un área de aproximadamente 200 metros cuadrados. Mientras que la mayoría de los fósiles pertenecen a un nuevo género de saurópodos, también se han encontrado restos de terópodos. El material del saurópodo incluye cuatro individuos fragmentarios para completar de tamaño similar, que engloban la mayor parte del esqueleto, aunque no se encontraron huesos de la mano y el cráneo, excepto un premaxilar y dientes. En 1998, el material de los saurópodos se describió brevemente como un nuevo género y especie, Gongxianosaurus shibeiensis, en una nota preliminar de paleontólogos liderados por He Xinlu. Se anunció una descripción más detallada, señalando que la excavación aún estaba en progreso mientras se publicaba el documento. En 2000, Luo Yaonan y Wang Changsheng publicaron una segunda descripción breve, que también presenta Gongxianosaurus como un nuevo saurópodo y sin mencionar la primera descripción que se publicó dos años antes. Además, gran parte de la información publicada por Luo y Wang ya fue publicada por He y sus colegas. Luo y Wang sugieren que varios huesos no pertenecen a la especie tipo Gongxianosaurus shibeiensis, sino a una segunda especie de Gongxianosaurus.

## Clasificación
Debido a que los fósiles aún no están completamente descritos, la información de caracteres disponible que se puede usar en los análisis cladísticos es limitada. Por lo tanto, solo unos pocos análisis cladísticos han incorporado Gongxianosaurus. Un análisis de Apaldetti et al. de 2011 sugiere que Gongxianosaurus era más basal que Vulcanodon, Tazoudasaurus e Isanosaurus, pero más derivado que los primeros saurópodos Antetonitrus, Lessemsaurus , Blikanasaurus , Camelotia y Melanorosaurus.

### Filogenia
Filogenia de saurópodos basales simplificada a paritr de Apaldetti et al. de 2011.

|  | Lessemsaurus |
|  |              |
|  | Antetonitrus |
|  |              |

|             | Gongxianosaurus |
|             | |
| Gravisauria | \| \| Vulcanodon \| \| \| \| \| \| Tazoudasaurus \| \| \| \| \| \| Isanosaurus \| \| \| \| \| \| Eusauropoda \| \| \| \| |
|             | \| \| Vulcanodon \| \| \| \| \| \| Tazoudasaurus \| \| \| \| \| \| Isanosaurus \| \| \| \| \| \| Eusauropoda \| \| \| \| |
|             | Vulcanodon |
|             | |
|             | Tazoudasaurus |
|             | |
|             | Isanosaurus |
|             | |
|             | Eusauropoda |
|             | |

|  | Vulcanodon    |
|  |               |
|  | Tazoudasaurus |
|  |               |
|  | Isanosaurus   |
|  |               |
|  | Eusauropoda   |
|  |               |

|  | Lessemsaurus |
|  |              |
|  | Antetonitrus |
|  |              |

|             | Gongxianosaurus |
|             | |
| Gravisauria | \| \| Vulcanodon \| \| \| \| \| \| Tazoudasaurus \| \| \| \| \| \| Isanosaurus \| \| \| \| \| \| Eusauropoda \| \| \| \| |
|             | \| \| Vulcanodon \| \| \| \| \| \| Tazoudasaurus \| \| \| \| \| \| Isanosaurus \| \| \| \| \| \| Eusauropoda \| \| \| \| |
|             | Vulcanodon |
|             | |
|             | Tazoudasaurus |
|             | |
|             | Isanosaurus |
|             | |
|             | Eusauropoda |
|             | |

|  | Vulcanodon    |
|  |               |
|  | Tazoudasaurus |
|  |               |
|  | Isanosaurus   |
|  |               |
|  | Eusauropoda   |
|  |               |